# Tribromure de pyridinium
Le Tribromure de pyridinium, ou perbromure de pyridinium, est un composé organique constitué d'un cation pyridinium et d'un anion tribromure. Ce produit est un solide dont la réactivité est comparable à celle du dibrome. C'est un fort agent oxydant utilisé comme source de brome pour des réactions halogénation. Le composé analogue de quinoléine se comporte de manière similaire.

## Préparation
Le tribromure de pyridinium peut être obtenu en faisant réagir le bromure de pyridinium avec du dibrome ou du bromure de thionyle.

## Propriétés
Le tribromure de pyridinium est un solide cristallin rouge insoluble dans l'eau.

## Utilisation
Le tribromure de pyridinium sers d'agent de bromation des cétones, phénols et éthers. En tant que solide stable, il peut être manipulé facilement et pesé précisément, propriété très importante pour des réactions a petite échelle.